# 鰂魚涌駅
鰂魚涌駅（そくぎょちょうえき）は香港香港島東区鰂魚涌にある、香港鉄路（MTR）の駅である。港島線と将軍澳線の2路線が乗り入れる。

## 歴史
- 1985年5月31日 - 港島線開業により開業。
- 1989年8月6日 - 観塘線の観塘～鰂魚涌間が開業し、当駅に接続。観塘線の終点となる。
- 2001年9月27日 -  観塘線の鰂魚涌～北角間が開業する。
- 2002年8月4日 - 北角～油塘間が将軍澳線として開業し、観塘線の駅から将軍澳線の駅となる。このため、観塘線の藍田～北角間は廃止された[注釈 1]。

## 駅構造
港島線・将軍澳線共に島式ホーム1面2線の地下駅。港島線は地下2階、将軍澳線は地下3階にある。
改札階コンコースは東側と西側の2ヶ所あるが、両コンコースは独立しており改札内・改札外では繋がっていない。
駅構内の最深部は地下42mにあり、香港においては香港大学駅（100m）、西営盤駅（80m）、金鐘駅（43m）に次いで4番目に深い。

### 駅階層
| G コンコース (地面) | 英皇道コンコース               | A、B出口、行人天橋、芬尼街へ、サービスセンター、 駅商店、自動券売機、ATM、トイレ |
| G コンコース (地面) | 模範里コンコース               | C出口                                                                            |
| L1 低層コンコース   | 英皇道コンコース               | 「iCentre」互聯網中心、 駅通路、各ホームへ、A、B出口                             |
| L1 低層コンコース   | 模範里コンコース               | 駅通路、各ホーム及びC出口へ、サービスセンター、 駅商店、ATM                      |
| L2 ホーム           | ❶番線                          | ■港島線柴湾方面→                                                                 |
| L2 ホーム           | 島式ホーム、右側のドアが開く。 |                                                                                  |
| L2 ホーム           | ❷番線                          | ←■港島線堅尼地城方面                                                             |
| L3 ホーム           | ❸番線                          | ■将軍澳線 宝琳／康城方面→                                                        |
| L3 ホーム           | 島式ホーム、右側のドアが開く。 |                                                                                  |
| L3 ホーム           | ❹番線                          | ←■将軍澳線北角方面                                                               |

### 駅出口
| 出口番号     | 出口表示 | 目的地 |
| ------------ | -------- | --- |
| 東コンコース |          | |
| 出口 · A     | 太古坊   | 太古坊、康橋ビル、英皇道、万利広場、濱海街、鰂魚涌公園、糖廠街、華蘭路 |
| 出口 · B     | 芬尼街   | 芬尼街、嘉諾撒書院、海澤街、海堤街 |
| 西コンコース |          | |
| 出口 · C     | 模範里   | 模範里、東港中心、北角海逸酒店、健康村、廉政公署総部大樓、香港青年協会、香港殯儀館、柯達ビル、嘉里中心、泓富産業千禧広場、模範邨、北角政府合署、警署、AIA・ホンコン・タワー（友邦香港大楼）、香港聾人福利促進会、七姉妹道、香港交通安全城 |

## 駅周辺
- あきんどスシロー

## 接続交通一覧
鉄道
- 香港トラム

バス

## 隣の駅
香港鉄路
■港島線
北角駅 - 鰂魚涌駅 - 太古駅
■将軍澳線
北角駅 - 鰂魚涌駅 - 油塘駅